# Edda Schnittgard

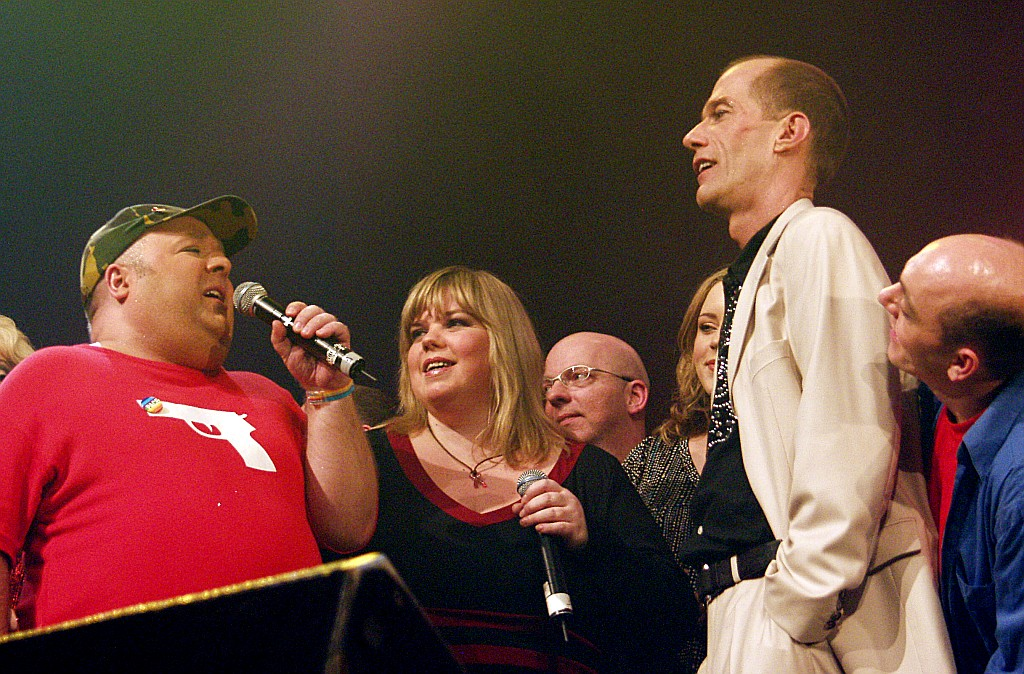
Edda Schnittgard mit Dirk Bach, Georg Uecker und Bernhard Hoëcker beim Benefiz-Konzert „Cover me“ 2006 im E-Werk, Köln.

Edda Schnittgard (* 1971 in Heide) ist eine deutsche Musikerin, Kabarettistin, Autorin und Regisseurin.

## Werdegang
Schnittgard wuchs auf Sylt auf. Bekannt wurde sie durch das 1994 mit Ina Müller gegründete Musik-Kabarett-Duo Queen Bee. Seit der Auflösung von Queen Bee Ende 2005 trat Edda Schnittgard als Sängerin und Kleinkünstlerin in eigenen Projekten und mit anderen Partnern auf und betätigt sich als Autorin und Regisseurin (z. B. Sybille und der kleine Wahnsinnige, Evi und das Tier) anderer Kabarett- und Kleinkunstprojekte.
Seit Mitte 2008 hat sich Edda Schnittgard aus dem Showgeschäft zurückgezogen. Sie ließ zunächst verlauten, sie nehme sich eine künstlerische Pause. Im August 2010 gab sie in einem Interview bekannt, dass sie seit über einem Jahr an einer schweren Form der Multiplen Sklerose erkrankt sei.
Eine Art Kennzeichen Edda Schnittgards ist ihre korpulente Figur. Innerhalb der Wortwechsel zwischen ihr und ihrer Partnerin Ina Müller, die bei Auftritten Queen Bees für zündenden Wortwitz sorgten, wurde nicht selten Schnittgards voluminöser Körper thematisiert, zum Beispiel ihr „Hobby Sitzen“, wobei sowohl Müller die Körpermassen ihrer schwergewichtigen Partnerin in bissigen Kommentaren auf die Schippe nahm („Ich habe Beine, du hast Stampfer; ich bin die Yacht und du der Dampfer!“), als auch Schnittgard selbst häufig, z. B. in einigen Songs des Duos, selbstbewusst und selbstironisch mit dem „Figurproblem“ umging.

## CDs
- 1996 Die eine singt, die andere auch (Queen Bee)
- 1998 Wenn Du aufhörst, fang ich an (Queen Bee)
- 2000 Freundinnen (Queen Bee)
- 2002 Volle Kanne Kerzenschein (Queen Bee)
- 2005 Abseits ist, wenn keiner pfeift (Queen Bee) – CD und VCD
- 2006 Barbie Reloaded. Das Ziel ist im Weg. Roof Music, Bochum / Indigo (Vertrieb), Hamburg 2007; ISBN 978-3-938781-50-0

## Auszeichnungen
- 2000: Mindener Stichling,  Gruppenpreis (mit Queen Bee)
- 2001: Deutscher Kleinkunstpreis in der Sparte Chanson/Lied/Musik (mit Queen Bee)
- 2002: Garchinger Kleinkunstmaske (mit Queen Bee)